# Conway (Arkansas)
Conway é uma cidade localizada no estado americano de Arkansas, no Condado de Faulkner.

## Demografia
Segundo o censo americano de 2000, a sua população era de 43.167 habitantes.
Em 2006, foi estimada uma população de 55.334, um aumento de 12167 (28.2%).

## Geografia
De acordo com o United States Census Bureau, a localidade tem uma área de 91,3 km², dos quais 90,8 km² cobertos por terra e 0,5 km² cobertos por água. Conway localiza-se a aproximadamente 87 m acima do nível do mar.

## Localidades na vizinhança
O diagrama seguinte representa as localidades num raio de 24 km ao redor de Conway.